# 海嘯和櫻花
海嘯和櫻花（The Tsunami and the Cherry Blossom）是一部于2011拍攝完成的紀錄片，導演是露西·沃克。該片獲得2012年度奥斯卡金像奖最佳紀錄短片獎的提名。

## 簡介
本片紀錄了2011年日本東北地方太平洋近海地震后，倖存者們準備迎接櫻花季的故事。

## 獲獎
| 獎項                 | 類別                 | 獲獎人 | 結果 |
| -------------------- | -------------------- | ------ | ---- |
| 第84屆奧斯卡金像獎   | 最佳紀錄短片獎       |        | 提名 |
| 2012年度聖丹斯電影節 | 評審團非虛構類短片獎 |        | 獲獎 |

## 外部連結
- 官方网站
- 时光网上《海嘯和櫻花》的資料（简体中文）
- 豆瓣电影上《海嘯和櫻花》的資料 （简体中文）
- 互联网电影数据库（IMDb）上《海嘯和櫻花》的资料（英文）
- 爛番茄上《海嘯和櫻花》的資料（英文）